# عبده وازن
عبده قيصر وازن (ولد 1957 م) شاعر وناقد لبناني رأَسَ القسم الثقافي في صحيفة (الحياة). حصل عام 2005 على جائزة الإعلام العربي في الصحافة الثقافية من نادي دبي للصحافة، وعام 2012 على جائزة الشيخ زايد للكتاب في أدب الطفل والناشئة. 

## سيرته
وُلد عبده بن قيصر وازن في قرية الداكونة في بيروت، عام 1957. وهو يعمل في الصِّحافة الثقافية منذ عام 1979، وعمل رئيسًا للقسم الثقافي في جريدة الحياة.
صدرت له مجموعة من دواوين الشعر، وعدد من الروايات، إضافة إلى كتب في النقد والترجمة، وتُرجم شعره إلى عدَّة لغات، منها: الفرنسية، والإنجليزية، والألمانية، والبرتغالية، والإسبانية. صدرت روايته «قلب مفتوح» بالفرنسية، وكان كتابه «حديقة الحواس» مادَّة لرسالة (ماجستير) في جامعة تولوز لو ميراي بفرنسا.

## أعماله
له أعمال أدبية عديدة منها:
1. «الغابة المقفلة» (1982).
2. «العين والهواء» (1985).
3. «سبب آخر لليل» (1986).
4. «حديقة الحواس» (1993).
5. «أبواب النوم» (1996).
6. «ديوان الحلاج» (1998).[3]
7. «سراج الفتنة» (2000).
8. «نار العودة» (2003).
9. «غرفة أبي» (رواية، 2003).
10. «محمود درويش: الغريب يقع على نفسه» (2006).
11. «حياة معطلة» (2007).
12. «قلب مفتوح» (رواية، 2009).
13. «شعراء من العالم» (2010).
14. «مدخل إلى رواية الحرب اللبنانية» (2010).[4]
15. «أمين معلوف العابر التخوم» (2012).
16. «الأيام ليست لنودعها»(2014).[5]
17. «قليلا من الذهب أيتها الشمس» (مختارات شعرية، 2017)[6]
18. البيت الأزرق (رواية، 2017).[7]
19. «ليس لنا هذا العالم» (مختارات شعرية، 2018).
20. «لا وجه في المرآة» (شعر، 2019).[8]
21. «هكذا في الحكاية التي لم يروها أحد» (مختارات شعرية، 2021).[9]
22. «الحياة ليست رواية» (رواية، 2025).[10]

## جوائزه
- جائزة الإعلام العربي (جائزة الصحافة الثقافية) عام 2005.[11]
- جائزة الشيخ زايد للكتاب (فرع أدب الطفل والناشئة) عام 2012،[12] عن روايته (الفتى الذي أبصر لون الهواء).[13]